# Obiectivul de Dezvoltare Durabilă 16
Obiectivul de dezvoltare durabilă 16 (ODD 16 sau Obiectivul Global 16) - „Pace, justiție și instituții puternice” este unul dintre cele 17 Obiective de Dezvoltare Durabilă adoptate de Națiunile Unite în 2015. Potrivit Organizației Națiunilor Unite, obiectivul este: „Promovarea societăților pașnice și incluzive pentru dezvoltarea durabilă, asigurarea accesului la justiție pentru toți și construirea unor instituții eficiente, responsabile și incluzive la toate nivelurile”.
Obiectivul are 12 ținte. Primele zece sunt ținte de rezultat: reducerea violenței, protejarea copiilor de abuz, exploatare, trafic și violență, promovarea statului de drept și asigurarea accesului egal la justiție, combaterea crimei organizate și a fluxurilor financiare ilicite și a traficului de arme, reducerea substanțială a corupției și mitei, dezvoltarea unor instituții eficiente, responsabile și transparente, adoptarea unor decizii receptive, incluzive și reprezentative, consolidarea participării la guvernanța globală, asigurarea identității juridice universale, asigurarea accesului public la informații și protejarea libertăților fundamentale. Celelalte două ținte sunt mijloace de implementare: consolidarea instituțiilor naționale pentru prevenirea violenței și combaterea criminalității și a terorismului, promovarea și aplicarea legilor și politicilor nediscriminatorii.

## Context
Obiectivul de Dezvoltare Durabilă 16 - Pace, justiție și instituții puternice abordează nevoia de a promova pacea și instituțiile incluzive. Domeniile de îmbunătățire includ, de exemplu: reducerea cazurilor de violență letală, reducerea numărului de decese civile în conflicte și eliminarea traficului de persoane.
Conflictele violente în desfășurare și cele nou apărute din întreaga lume afectează calea globală către pace și atingerea ODD 16. În mod alarmant, anul 2022 a fost martorul unei creșteri de peste 50% a deceselor civile legate de conflicte, în mare parte din cauza războiului din Ucraina.
La sfârșitul anului 2022, 108,4 milioane de persoane au fost strămutate forțat în întreaga lume, ceea ce reprezintă o creștere cu 19 milioane față de sfârșitul anului 2021 și de două ori și jumătate față de numărul înregistrat cu zece ani în urmă.
În 2021, lumea a cunoscut cel mai mare număr de omucideri intenționate din ultimele două decenii.
Violența armată și insecuritatea au un impact distructiv asupra dezvoltării unei țări, afectând creșterea economică și ducând adesea la nemulțumiri de lungă durată în rândul comunităților. Violența afectează, de asemenea, sănătatea și bunăstarea copiilor, precum și capacitatea lor de a se dezvolta, cauzează traume și slăbește incluziunea socială. Lipsa accesului la justiție înseamnă că conflictele rămân nerezolvate și oamenii nu pot obține protecție și despăgubiri. Instituțiile care nu funcționează conform legilor sunt predispuse la arbitrar și abuz de putere și sunt mai puțin capabile să asigure tuturor un serviciu public corespunzător.

## Ținte, indicatori și progres
ONU a definit 12 ținte și 24 indicatori pentru ODD 16 care urmează să fie atinse până în anul 2030: reducerea violenței pretutindeni (16.1), protejarea copiilor de abuz, exploatare, trafic și violență (16.2), promovarea statului de drept și asigurarea accesului egal la justiție (16.3), combaterea criminalității organizate și a fluxurilor ilicite financiare și de arme (16.4), reducerea substanțială a corupției și a mitei (16.5), dezvoltarea instituțiilor eficiente, responsabile și transparente (16.6), asigurarea unui proces decizional receptiv, incluziv și reprezentativ (16.7), consolidarea participării la guvernanța globală (16.8), asigurarea identității juridice universale (16.9), asigurarea accesului public la informații și protejarea libertăților fundamentale (16.10), consolidarea instituțiilor naționale pentru prevenirea violenței și combaterea criminalității și terorismului (16.a) și promovarea și aplicarea legilor și politicilor nediscriminatorii (16.b).

### Ținta 16.1: Reducerea violenței pretutindeni

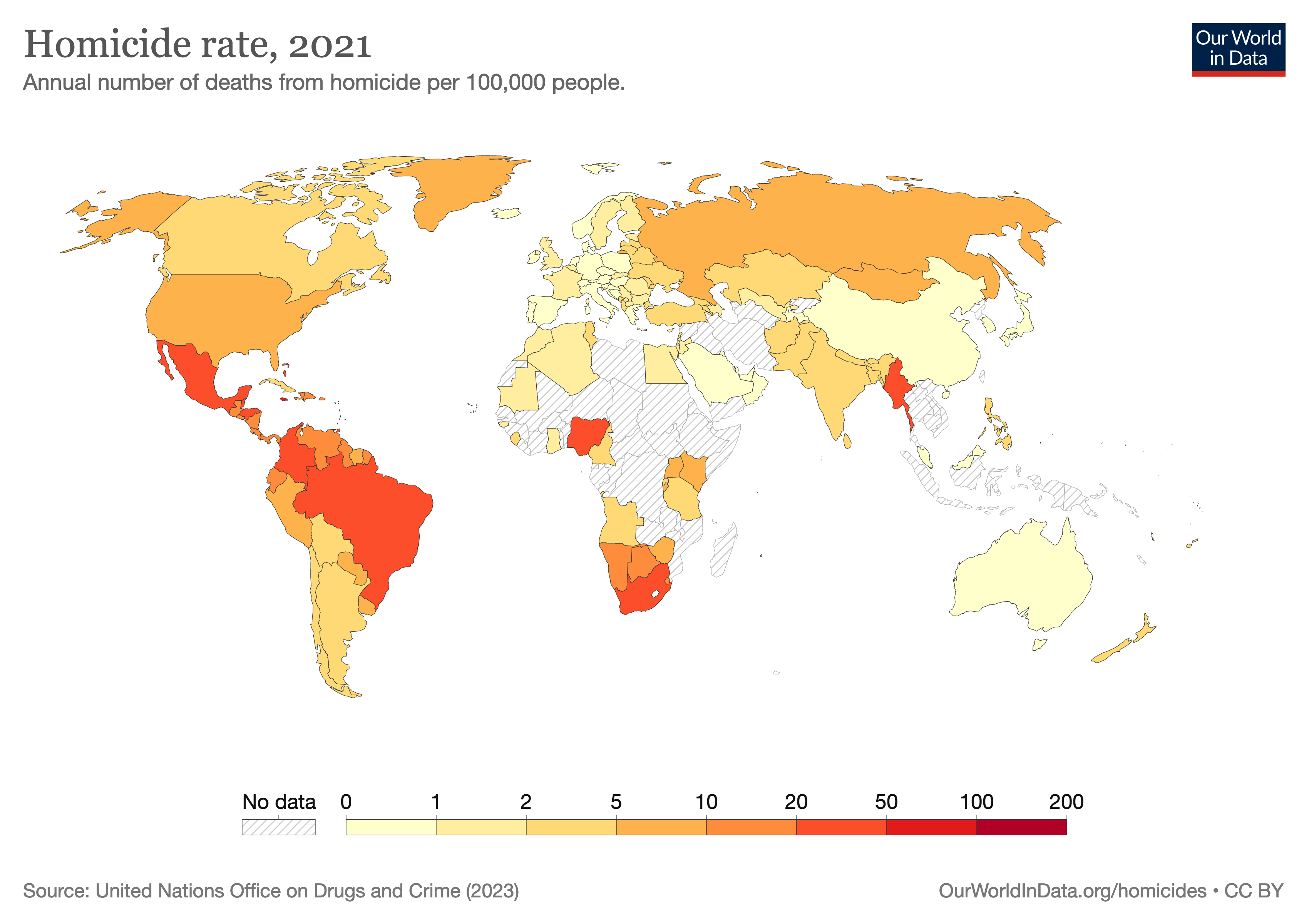
Harta lumii pentru indicatorul 16.1.1: Rata omuciderilor intenționate la 100.000 de locuitori

Textul integral al Țintei 16.1 este: „Reducerea în mod semnificativ a tuturor formelor de violență și ratele de decese asociate pretutindeni”.
Această țintă are patru indicatori:
- indicatorul 16.1.1 „Numărul de victime ale omuciderii intenționate la 100.000 de locuitori, după sex și vârstă”,
- indicatorul 16.1.2 „Numărul de decese cauzate de conflicte la 100.000 de locuitori, după sex, vârstă și cauză”,
- indicatorul 16.1.3 „Ponderea populației supusă (a) violenței fizice, (b) violenței psihologice și (c) violenței sexuale în ultimele 12 luni”,
- indicatorul 16.1.4 „Ponderea populației care se simte în siguranță umblând neînsoțită prin zona în care locuiește”.

Violența bazată pe onoare (Honor based violence - HBV) este adeseori considerată nu drept crimă sau violență, ci mai degrabă ca o realizare eroică pe baza credințelor religioase, comisă de obicei de un membru al familiei de sex masculin. Organizația Națiunilor Unite estimează că aproximativ 5.000 de femei sunt ucise anual din această cauză. Cu toate acestea, numărul real este de câteva ori mai mare din cauza administrării slabe a acestor infracțiuni. Autoritățile sunt reticente în a raporta statistici care le-ar putea afecta reputația internațională sau sunt mituite pentru a proteja reputația familiei. În zonele unde izbucnește un conflict, este mai probabil ca bărbații să moară pe câmpurile de luptă, dar femeile vor fi vizate pentru violență sexuală, exploatare și alte încălcări ale drepturilor omului.
Oficiul Națiunilor Unite pentru Droguri și Crimă (United Nations Office on Drugs and Crime - UNODC) a raportat că, în 2017, aproximativ 464.000 de persoane au fost victime ale omuciderilor intenționate, iar rata omuciderilor a fost de 6,1 la 100.000 de persoane. Două treimi din omuciderile globale au loc în America Latină, Caraibe și în Africa subsahariană. Sărăcia, inegalitatea economică și șomajul ridicat în rândul tinerilor sunt unele dintre motivele majore care determină ratele ridicate de omucideri din America Latină. UNODC a constatat că omuciderile au o probabilitate de patru ori mai mare de a avea loc în regiunile cu disparități economice mari decât cele caracterizate de echitate economică, ceea ce ajută la explicarea ratelor ridicate de omucideri din unele regiuni din America Latină. Deși ratele de omucidere au înregistrat o scădere în ultimii ani, progresul în ceea ce privește ODD 16 s-a inversat. Dacă tendințele globale actuale continuă, se estimează că toate formele de violență vor crește cu 10-46% până în 2030.

### Ținta 16.2: Protejarea copiilor de abuz, exploatare, trafic și violență

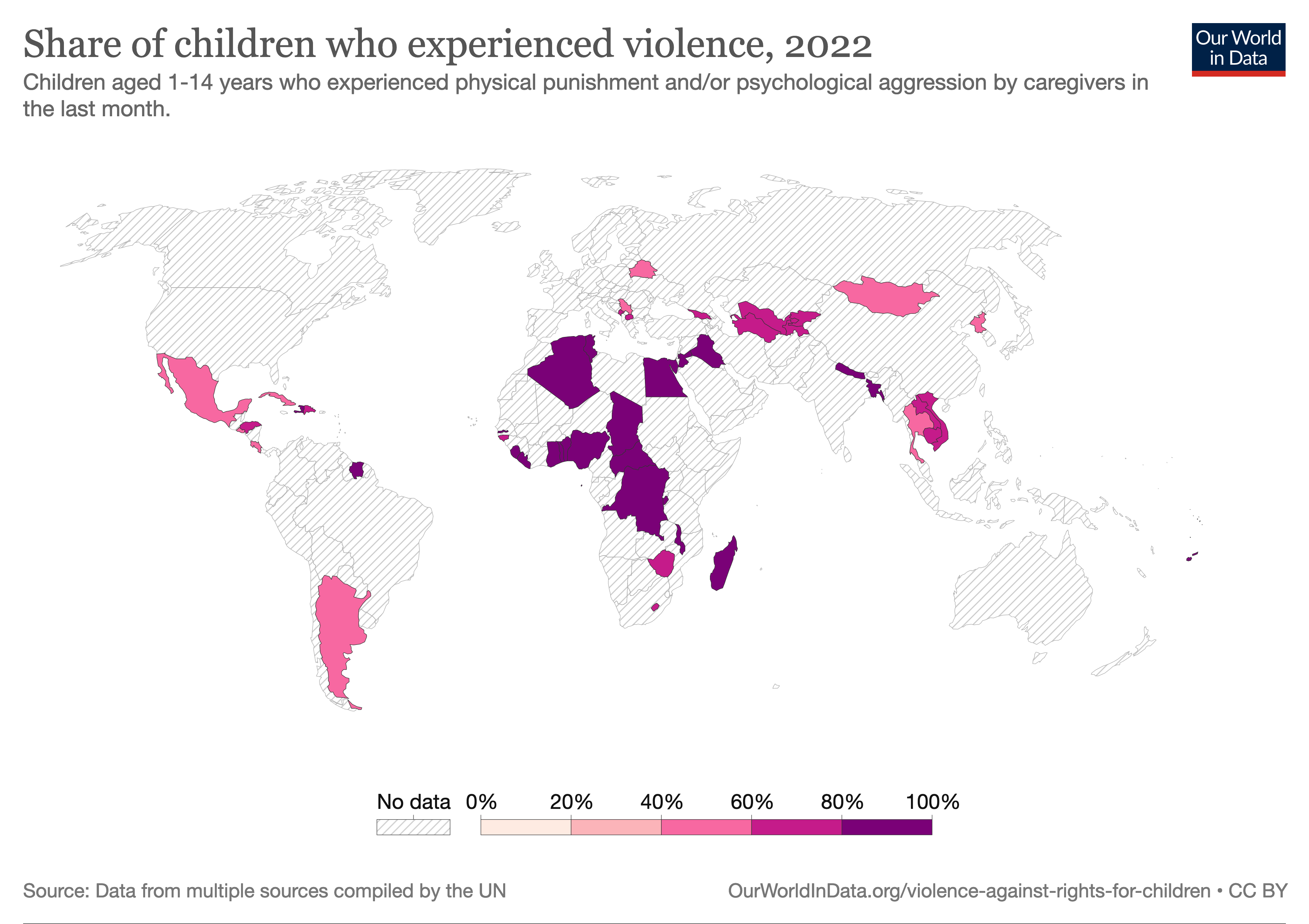
Harta lumii pentru indicatorul 16.2.1: Ponderea copiilor cu vârsta cuprinsă între 1 și 14 ani care au suferit în ultima lună orice formă de violență

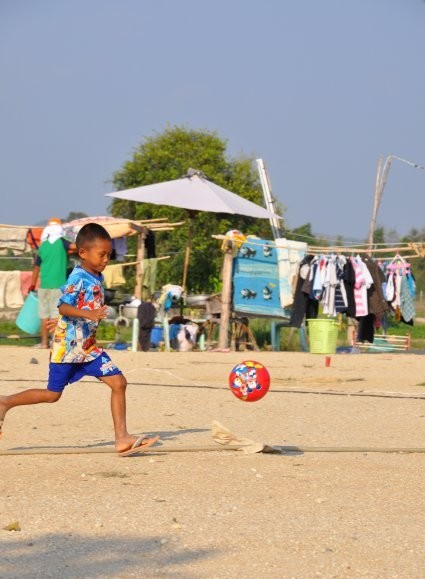
Centru pentru Protecția și Dezvoltarea Copilului în Pattaya, Thailanda

Textul integral al Țintei 16.2 este: „Până în 2030, eradicarea abuzului, exploatării, traficului și tuturor formelor de violență și tortură împotriva copiilor".
Această țintă are trei indicatori:
- indicatorul 16.2.1: „Ponderea copiilor cu vârsta cuprinsă între 1 și 17 ani care au suferit în ultima lună orice formă de pedeapsă fizică și/sau agresiune psihologică din partea celor care îi îngrijesc”,
- indicatorul 16.2.2: „Numărul de victime ale traficului de persoane la 100.000 de locuitori, după sex, vârstă și formă de exploatare”,
- indicatorul 16.2.3: „Proporția de femei și bărbați tineri cu vârsta cuprinsă între 18 și 29 de ani care au suferit o formă de violență sexuală până la vârsta de 18 ani”.

Unul dintre obiective este eradicarea traficului sexual, a muncii forțate și a tuturor formelor de violență și tortură împotriva copiilor. Totuși, această țintă este dificil de monitorizat, deoarece nu există date suficiente despre anumite tipuri de infracțiuni, de exemplu pedepsele violente pentru copii. Violența împotriva copiilor din partea asistenților sociali este larg răspândită Pandemia COVID-19 a amplificat provocările privind protecția copilului și serviciile de sănătate mintală, astfel încât nicio țară nu este pe cale să elimine toate formele de violență și să promoveze sănătatea mintală și bunăstarea, așa cum prevede Agenda 2030 pentru Dezvoltare Durabilă.
În 2017, ONU a raportat unele progrese în depistarea victimelor traficului de persoane. Numărul cazurilor de exploatare sexuală a scăzut, dar cel al cazurilor de muncă forțată a crescut.

### Ținta 16.3: Promovarea statului de drept și asigurarea accesului egal la justiție

Harta lumii pentru indicatorul 16.3.2: Ponderea deținuților fără o condamnare definitivă din totalul deținuților din penitenciare

Textul integral al Țintei 16.3 este: „Până în 2030, promovarea statului de drept la nivel național și internațional și asigurarea accesului egal la justiție pentru toți".
Această țintă are trei indicatori:
- indicatorul 16.3.1: „Ponderea victimelor violenței din ultimele 12 luni care au raportat infracțiunea autorităților competente sau altor mecanisme de soluționare a conflictelor recunoscute oficial”,
- indicatorul 16.3.2: „Ponderea deținuților fără o condamnare definitivă din totalul deținuților din penitenciare”,
- indicatorul 16.3.3: „Ponderea populației care a fost parte într-o dispută juridică în ultimii doi ani și care a accesat un mecanism formal sau informal de soluționare a disputelor, după tipul de mecanism”.

În ceea ce privește indicatorul 16.3.2, un raport de progres din 2019 concluzionează că dintre cele 149 de țări cu date disponibile, 31 de țări au înregistrat „o rată mai mică de 15%”, iar 62 au înregistrat „o rată mai mare de 35%”. Țările din Asia și Oceania au înregistrat creșteri mari ale ratelor în perioada 2016-2018.
Indicatorul 16.3.3 a fost adăugat la cadrul de indicatori oficial în 2020, când a fost aprobat de Comisia de Statistică a Națiunilor Unite. Măsoară ponderea populației care a fost parte într-o dispută juridică în ultimii doi ani și care a accesat un mecanism formal sau informal de soluționare a disputelor, în funcție de tipul de mecanism.

### Ținta 16.4: Combaterea criminalității organizate și a fluxurilor ilicite financiare și de arme
Textul integral al Țintei 16.4 este: „Până în 2030, reducerea în mod semnificativ a fluxurilor financiare ilicite și a fluxurilor de arme, consolidarea recuperării și returnării bunurilor furate și combaterea tuturor formelor de criminalitate organizată". 
Această țintă are doi indicatori:
- indicatorul 16.4.1: „Valoarea totală a fluxurilor financiare ilicite de intrare și de ieșire (în dolari americani)”,
- indicatorul 16.4.2: „Ponderea armelor confiscate, găsite sau predate a căror origine sau context ilicit a fost urmărit sau stabilit de o autoritate competentă în conformitate cu instrumentele internaționale”.

### Ținta 16.5: Reducerea substanțială a corupției și mitei

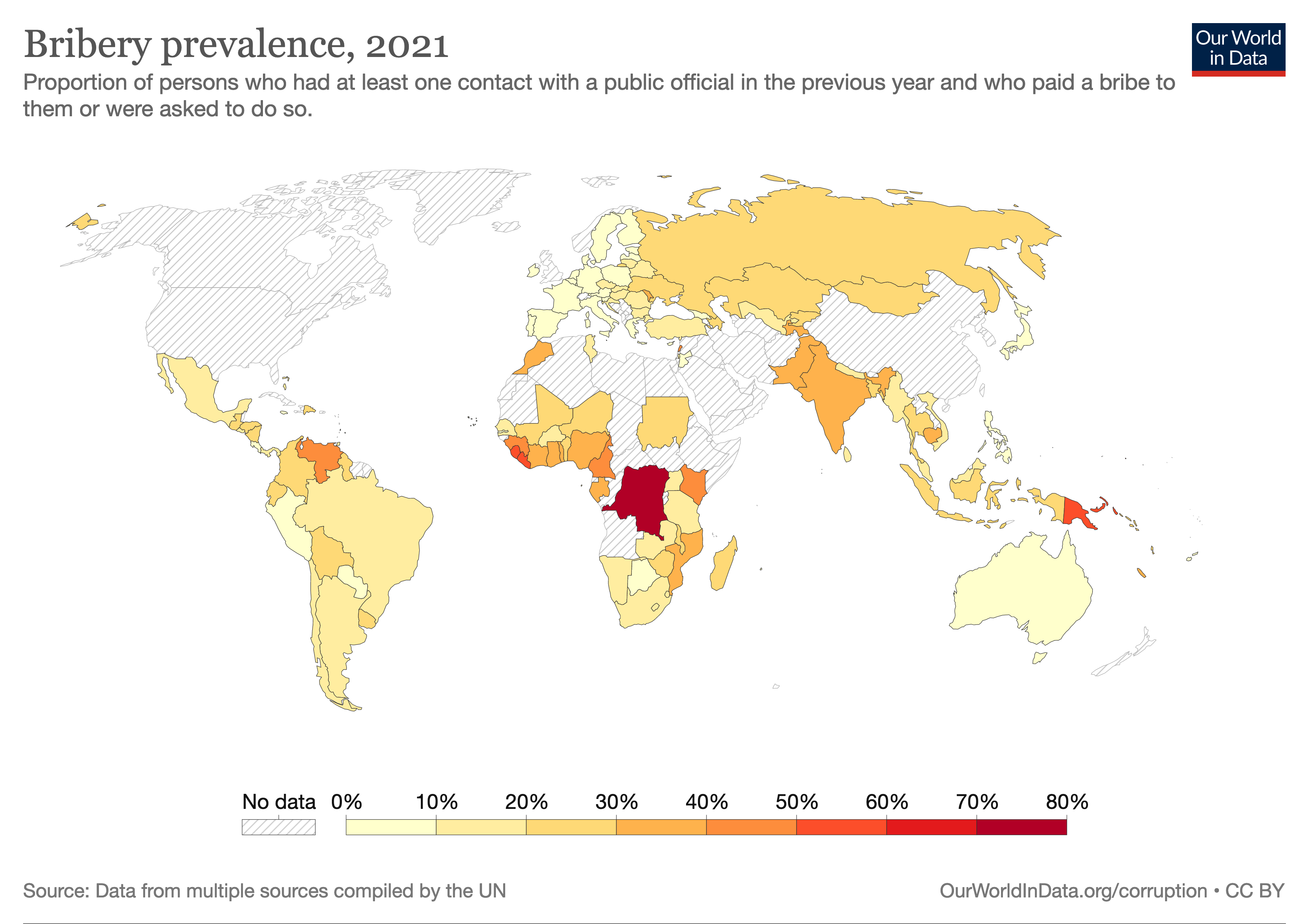
Harta lumii pentru indicatorul 16.5.1: Prevalența mitei

Textul integral al Țintei 16.5 este: „Reducerea substanțială a corupției și a mitei sub toate formele".
Această țintă are doi indicatori: 
- indicatorul 16.5.1: „Ponderea persoanelor care au avut cel puțin un contact cu un funcționar public și care au dat mită unui funcționar public sau li s-a solicitat mită de către acești funcționari publici, în ultimele 12 luni”,
- indicatorul 16.5.2: „Ponderea întreprinderilor care au avut cel puțin un contact cu un funcționar public și care au dat mită unui funcționar public sau li s-a solicitat mită de către un funcționar public în ultimele 12 luni”.

Pe baza datelor disponibile din 38 de țări, colectate în perioada 2010-2020, mita pentru accesul la serviciile publice a fost cel mai puțin prezentă (rată medie de 3,7%) în țările cu venituri mari și cea mai prezentă (rată medie de 22,3%) în țările cu venituri mai mici.

### Ținta 16.6: Dezvoltarea unor instituții eficiente, responsabile și transparente
Textul integral al Țintei 16.6 este: „Dezvoltarea unor instituții eficiente, responsabile și transparente la toate nivelurile".
Această țintă are doi indicatori:
- indicatorul 16.6.1: „Cheltuielile guvernamentale primare ca proporție din bugetul aprobat inițial, după sector (sau după conturi bugetare sau similar)”,
- indicatorul 16.6.2: „Ponderea populației mulțumită de ultima experiență în privința serviciilor publice”.

### Ținta 16.7: Asigurarea unui proces decizional receptiv, incluziv și reprezentativ

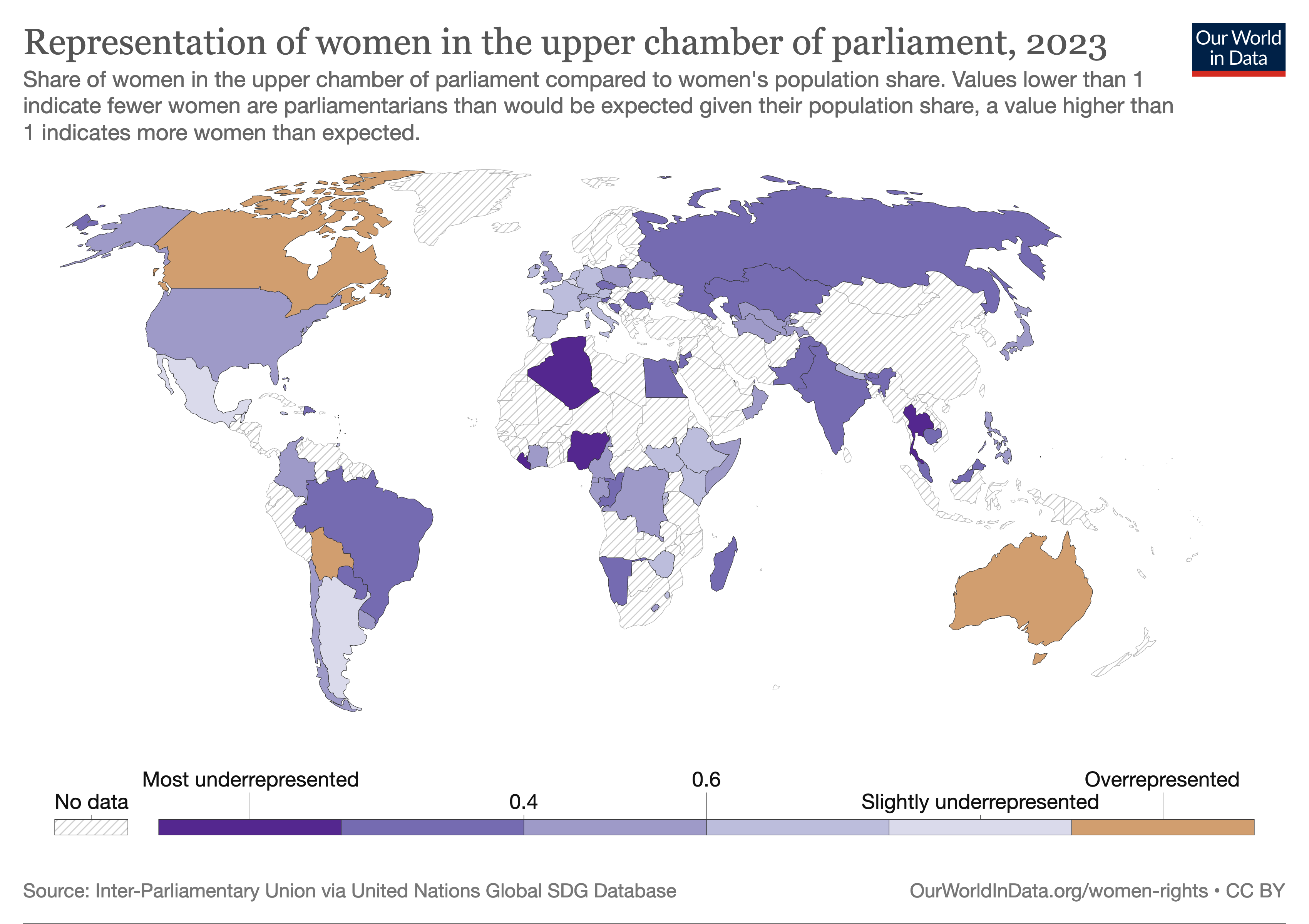
Harta lumii pentru indicatorul 16.7.1: Ponderea femeilor în camera superioară a parlamentului

Textul integral al Țintei 16.7 este: „Adoptarea unor decizii receptive, incluzive și reprezentative la toate nivelurile".
Această țintă are doi indicator:
- indicatorul 16.7.1: „Ponderea posturilor în instituțiile naționale și locale, inclusiv (a) sistemul legislativ, (b) serviciul public și (c) sistemul judiciar, raportată la distribuțiile naționale, după sex, vârstă, persoane cu dizabilități și grupuri de populație”,
- indicatorul 16.7.2: „Ponderea populației care consideră că luarea deciziilor este incluzivă și receptivă, după sex, vârstă, persoane cu dizabilități și grupuri de populație”.

### Ținta 16.8: Consolidarea participării la guvernanța globală
Textul integral al Țintei 16.8 este: „Extinderea și consolidarea cadrului de participare a țărilor în curs de dezvoltare la instituțiile de guvernanță globală".
Această țintă are un singur indicator: indicatorul 16.8.1 reprezintă „Ponderea membrilor și drepturilor de vot ale țărilor în curs de dezvoltare în organizațiile internaționale”.

### Ținta 16.9: Asigurarea unei identități juridice universale

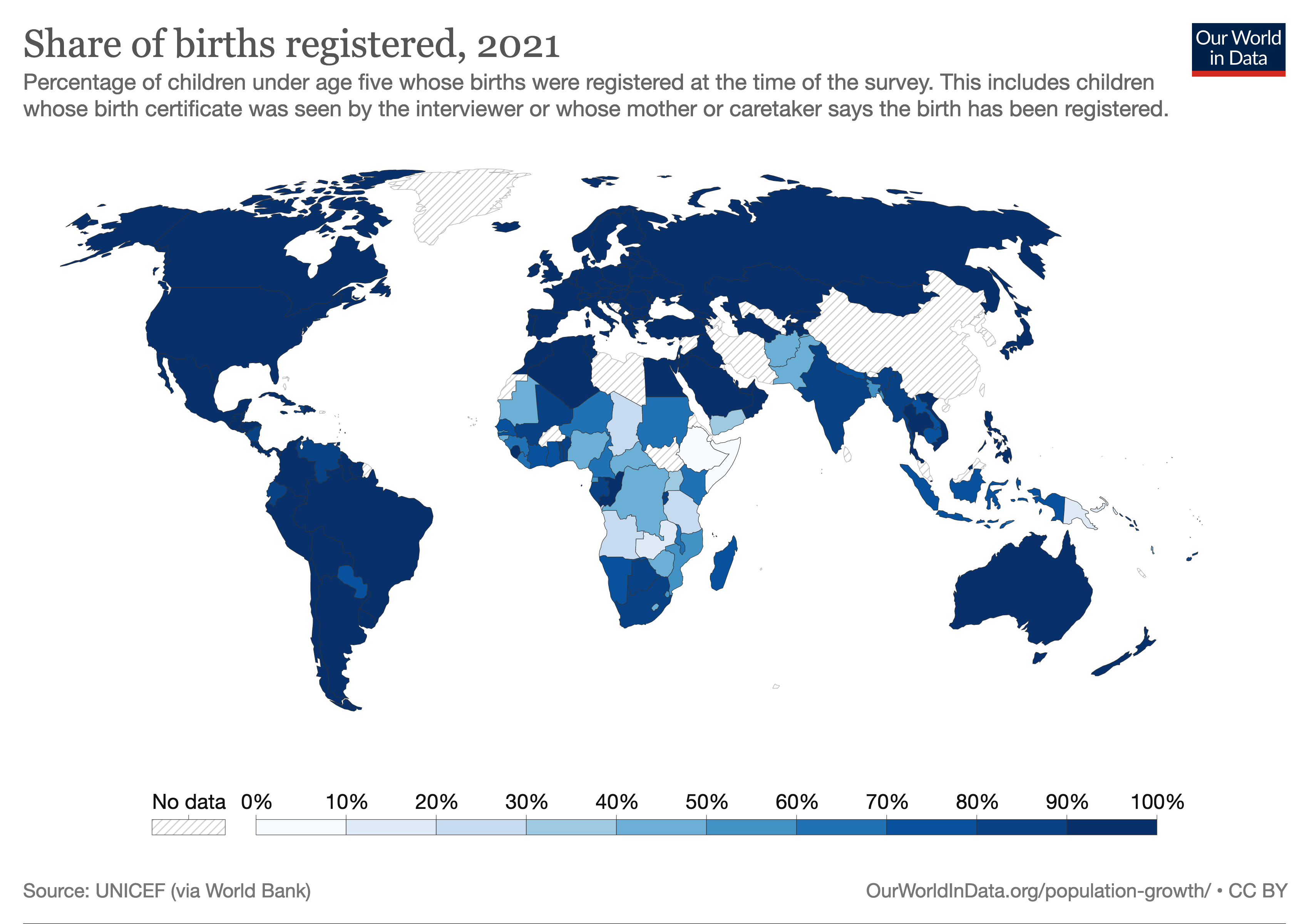
Harta lumii pentru indicatorul 16.9.1: Ponderea copiilor sub 5 ani ale căror nașteri au fost înregistrate la o autoritate civilă

Textul integral al Țintei 16.9 este: „Până în 2030, asigurarea identității legale pentru toți, inclusiv prin înregistrarea nașterii".
Această țintă are un singur indicator: indicatorul 16.9.1 reprezintă „Ponderea copiilor sub 5 ani ale căror nașteri au fost înregistrate la o autoritate civilă, după vârstă”.
Anumite întreprinderi evaluează completarea țintei 16.9 în funcție de prioritățile lor, categoriile includ protecția copilului, dezvoltarea economică, securitatea națională, protecția socială, sănătatea publică și așa mai departe. Persoanele fără dovada identității juridice, în primul rând femei și cei mai puțin norocoși sunt excluse din economie.
Ținta 16.9 se suprapune cu alte ținte ODD. De exemplu, Ținta 1.3 care implementează sisteme de protecție socială nu poate fi abordată la nivel național fără ca persoanele vulnerabile să se poată identifica. Aceasta este, de asemenea, legată de ODD 3 în ceea ce privește asistența medicală și de ODD 4 în ceea ce privește educația. Lipsa identității juridice poate împiedica numeroase măsuri care sunt puse în aplicare în beneficiul persoanelor care au cel mai mult nevoie de acestea, creând rate mai mari de inegalitate. La nivel global, începând cu anul 2015, mai mult de un sfert dintre copiii sub 5 ani au fost neînregistrați.
Populația țărilor cu venituri mari se confruntă cu o prevalență mai scăzută a mitei atunci când accesează servicii publice, comparativ cu cea din țările cu venituri mici.

### Ținta 16.10: Asigurarea accesului public la informații și protejarea libertăților fundamentale

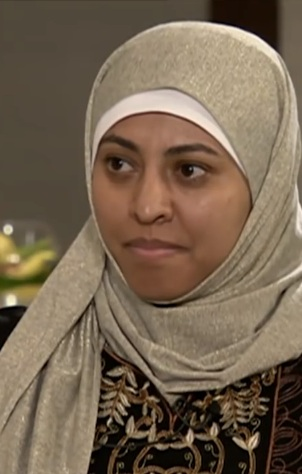
Nadia Al-Sakkaf, prima femeie ministru al Informațiilor din Yemen

Textul integral al Țintei 16.10 este: „Asigurarea accesului public la informații și protejarea libertăților fundamentale, în conformitate cu legislația națională și acordurile internaționale".
Această țintă are doi indicatori:
- indicatorul 16.10.1 „Numărul de cazuri verificate de omucidere, răpire, dispariție forțată, detenție arbitrară și tortură ale jurnaliștilor, personalului media asociat, sindicaliștilor și susținătorilor drepturilor omului în ultimele 12 luni”,
- indicatorul 16.10.2 „Numărul de țări care adoptă și implementează garanții constituționale, statutare și/sau politice privind accesul public la informații”.

Dreptul la informare este o parte fundamentală a Declarației Universale a Drepturilor Omului. În 2019, Organizația Națiunilor Unite pentru Educație, Știință și Cultură (UNESCO) a constatat că 125 de țări au adoptat legi privind dreptul la informare (Right to Information - RTI), accesul la informații (Access to Information - ATI), libertatea de informare (Freedom to Information - FTI)  sau garanții echivalente. S-a constatat că 17 țări nu au adoptat niciun fel de legi sau reglementări în favoarea accesului public la informații. Deși majoritatea țărilor la nivel global au adoptat politici legate de dreptul la informare, UNESCO a identificat o problemă cu privire la sustenabilitatea practicilor de monitorizare și raportare privind ținta 16.10, solicitând înființarea unor organisme de supraveghere și atribuirea unor poziții de conducere în supravegherea progresului în ceea ce privește ODD-urile la nivel național. Importanța progresului ODD 16.10 poate fi văzută printr-un citat al Nadiei Al-Sakkaf, fostul ministru al Informațiilor din Republica Yemen: „Dacă informația înseamnă putere, atunci accesul la informație este împuternicire”.

### Ținta 16.a: Consolidarea instituțiilor naționale pentru prevenirea violenței și combaterea criminalității și terorismului

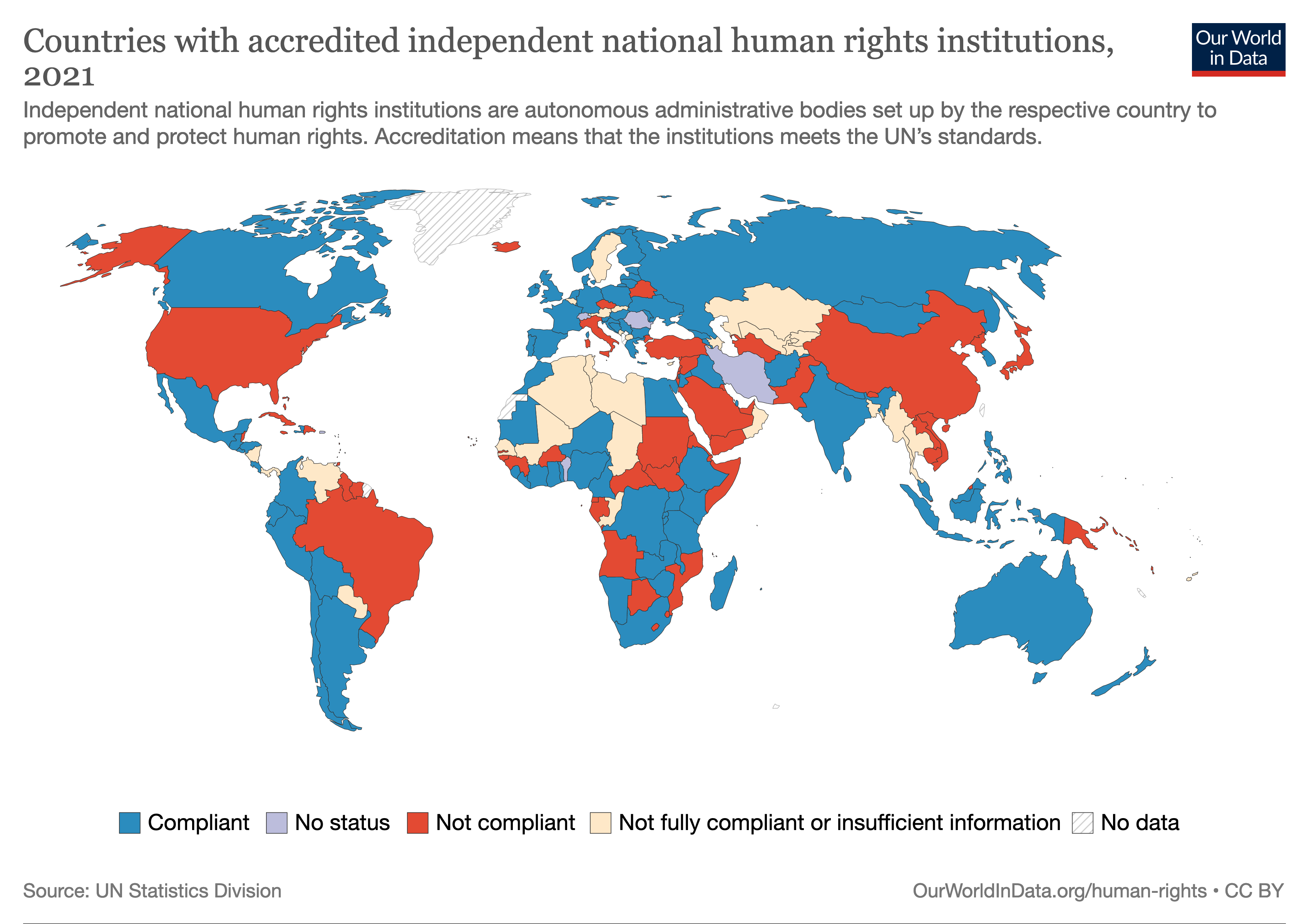
Harta lumii pentru indicatorul 16.a.1: Țări cu instituții naționale independente acreditate privind drepturile omului

Textul integral al Țintei 16.a este: „Consolidarea instituțiilor naționale relevante, inclusiv prin cooperare internațională, pentru consolidarea capacității la toate nivelurile, în special în țările în curs de dezvoltare, pentru a preveni violența și a combate terorismul și criminalitatea".
Această țintă are un singur indicator: indicatorul 16.a.1 reprezintă „Existența unor instituții naționale independente pentru drepturile omului în conformitate cu Principiile de la Paris”. 

### Ținta 16.b: Promovarea și aplicarea unor legi și politici nediscriminatorii
Textul integral al Țintei 16.b este: „Promovarea și aplicarea unor legi și politici nediscriminatorii pentru dezvoltare durabilă".
Această țintă are un singur indicator: indicatorul 16.b.1 reprezintă „Promovarea și aplicarea unor legi și politici nediscriminatorii pentru dezvoltare durabilă
|16.b.1 Ponderea populației care a declarat că s-a simțit personal discriminată sau hărțuită în ultimele 12 luni pe baza unui motiv de discriminare interzis de legislația internațională privind drepturile omului”. 

### Agenții custode
Agențiile custode au sarcina de a măsura progresul indicatorilor.
- pentru indicatorul 16.1.1: Oficiul Națiunilor Unite împotriva Drogurilor și Crimei (UNODC) și Organizația Mondială a Sănătății (OMS)
- pentru indicatorul 16.1.2: Oficiul Înaltului Comisar al Națiunilor Unite pentru Drepturile Omului (OHCHR)
- pentru indicatorul 16.1.3 și 16.1.4: Oficiul Națiunilor Unite împotriva Drogurilor și Crimei (UNODC)
- pentru indicatorul 16.2.1 și 16.2.3: Fondul Internațional pentru Urgențe ale Copiilor al Națiunilor Unite (UNICEF)
- pentru indicatorii 16.2.2, 16.3.2 și 16.5.1: Oficiul Națiunilor Unite împotriva Drogurilor și Crimei (UNODC)
- pentru indicatorul 16.4.1: Oficiul Națiunilor Unite împotriva Drogurilor și Crimei (UNODC) și Conferința Națiunilor Unite pentru Comerț și Dezvoltare (UNTAD)
- pentru indicatorul 16.4.2: Oficiul Națiunilor Unite împotriva Drogurilor și Crimei (UNODC) și Oficiul Națiunilor Unite pentru Dezarmare
- pentru indicatorul 16.5.2: Banca Mondială (BM) și Oficiul Națiunilor Unite împotriva Drogurilor și Crimei (UNODC)
- pentru indicatorul 16.6.1: Banca Mondială (BM)
- pentru indicatorul 16.6.2 și pentru doi indicatori din Ținta 16.7: Programul Națiunilor Unite pentru Dezvoltare (PNUD)
- pentru indicatorul 16.7.1: Uniunea Interparlamentară (UIP) și Programul Națiunilor Unite pentru Dezvoltare (PNUD)
- pentru indicatorul 16.7.2: Programul Națiunilor Unite pentru Dezvoltare (PNUD)
- pentru indicatorul 16.8.1: Departamentul Națiunilor Unite pentru Afaceri Economice și Sociale-Oficiul de finanțare pentru dezvoltare durabilă (DESA/FSDO)
- pentru indicatorul 16.9.1: Departamentul Națiunilor Unite pentru Afaceri Economice și Sociale, Divizia de Statistică a Organizației Națiunilor Unite (DESA/UNSD) și Fondul Internațional pentru Urgențe ale Copiilor al Națiunilor Unite (UNICEF)
- pentru indicatorul 16.10.1, 16.a.1 și 16.b.1: Oficiul Înaltului Comisar al Națiunilor Unite pentru Drepturile Omului (OHCHR)
- pentru indicatorul 16.10.2: Organizația Națiunilor Unite pentru Educație, Știință și Cultură (UNESCO)

## Provocări
Se estimează că pandemia COVID-19 globală va crește frecvența conflictelor, deoarece unele țări se învinuiesc reciproc pentru situația în care se găsesc. Invazia Rusiei în Ucraina din 2022 a provocat, de asemenea, un regres major, reprezentând cea mai mare parte a creșterii cu 53% a deceselor din conflictele civile din acel an.

## Monitorizare și progres
Forumul Politic la Nivel Înalt pentru Dezvoltare Durabilă al ONU (High-level Political Forum on Sustainable Development - HLPF) se întrunește în fiecare an pentru monitorizarea globală a ODD, sub auspiciile Consiliului Economic și Social al Națiunilor Unite. Rapoartele de progres la nivel înalt pentru toate ODD-urile sunt publicate de Secretarul General al Națiunilor Unite. Actualizările și progresele pot fi găsite și pe site-ul SDG, care este gestionat de Departamentul Națiunilor Unite pentru Afaceri Economice și Sociale, Divizia de Statistică a Organizației Națiunilor Unite sau pe site-ul Our World in Data.
Programul Internațional pentru Dezvoltarea Comunicării (International Programme for the Development of Communication) este responsabil pentru urmărirea ODD 16 prin indicatorii 16.10.1 și 16.10.2. La fiecare doi ani, directorul general al Organizației Națiunilor Unite pentru Educație, Știință și Cultură (UNESCO) prezintă Consiliului IPDC (International Programme for the Development of Communication) un raport care conține informații din partea statelor membre cu privire la stadiul anchetelor judiciare pentru fiecare dintre crimele condamnate de UNESCO. Indicatorii de siguranță a jurnaliștilor este un instrument dezvoltat de UNESCO care, potrivit site-ului UNESCO, urmărește să cartografieze caracteristicile cheie care pot ajuta la evaluarea siguranței jurnaliștilor și să ajute la monitorizarea unei urmăriri adecvate a crimelor comise împotriva acestora. Discuțiile din cadrul Programului Internațional pentru Dezvoltarea Comunicării (IPDC) permit, de asemenea, creșterea gradului de conștientizare cu privire la importanța accesului la informații. De asemenea, IPDC urmărește și prezintă date cu privire la legile privind accesul la informații din întreaga lume prin raportul global al Secretarului General al Națiunilor Unite privind monitorizarea ODD.

## Legături cu alte ODD
Obiectivele de Dezvoltare Durabilă sunt interdependente, majoritatea obiectivelor pot fi atinse doar atunci când sunt atinse și altele. Iar atingerea oricărui obiectiv individual tinde să ajute la atingerea celorlalte obiective. În acest sens, dezvoltarea mass-media asigură libertatea de exprimare, pacea, dar contribuie și la sustenabilitate, eradicarea sărăciei și respectarea drepturilor omului. Promovarea păcii și a societăților incluzive poate contribui la reducerea inegalităților (ODD 10 - Reducerea inegalităților) și poate ajuta economiile să prospere (ODD 8 - Muncă decentă și creștere economică). Documentul final din 2012 al Summit-ului Națiunilor Unite privind Agenda 2030 consideră că dezvoltarea durabilă nu poate fi atinsă fără construirea unor societăți pașnice, juste și favorabile incluziunii și abordarea problemelor de corupție, guvernare deficitară, nesiguranță și nedreptate.

## Organizații
Programul Națiunilor Unite pentru Dezvoltare (UNDP) este rețeaua Națiunilor Unite privind dezvoltarea globală care se ocupă de ODD 16. Prin urmare, Programul se concentrează pe guvernare democratică și consolidarea păcii. PNUD lucrează, de asemenea, la prevenirea conflictelor prin împuternicirea tinerilor, în special a femeilor. De asemenea, programul susține cadrul și structura și acționează ca mediator.